# Santa Oliva
Santa Oliva – gmina w Hiszpanii, w prowincji Tarragona, w Katalonii, o powierzchni 9,46 km². W 2011 roku gmina liczyła 3322 mieszkańców.